# Riu Ruhwa
El riu Ruhwa (o Lua, Luha, Luhwa, Luwa, Ruwa) és un riu del sud-oest de Ruanda que és un afluent a l'esquerra del riu Ruzizi.
S'uneix al Ruzizi, que forma la frontera entre la República Democràtica del Congo i Ruanda, prop de 2 km per sota del punt on el riu Rubyiro entra al Ruzizi. El Ruhwa forma la frontera entre les regions occidentals de Ruanda i Burundi.